# Йогуртниця
Йогу́ртниця — невеликий електричний побутовий прилад, який використовується для приготування в домашніх умовах йогурту, кефіру, сметани, сиру та інших кисломолочних продуктів. Все залежить від вибору закваски.
Цей побутовий прилад буде практичний у тих сім'ях, де є маленькі діти і для людей, що ведуть здоровий спосіб життя, так як здорове, збалансоване та вітамінізоване харчування можна отримати, не витрачаючи на це багато грошей.
В Україні йогуртниці з'явилися зовсім недавно, але на Заході цей пристрій вже давно має велику популярність.

## Функціональна конструкція
Це невелика ємність, яка має форму кола або прямокутника. Стінки у цієї ємності термоізольованими, а кришка — прозора. Також, для тимчасового контролю є таймер, який буває поворотним або кінцевим (він має два положення). Але краще користуватися поворотним таймером, так як з його допомогою ви можете встановити точний період приготування. Для надійної стійкості у корпуса є гумові ніжки або пластиковий обідок. Тут ще присутні баночки, які використовуються для закваски йогурту. Їх встановлюють в основну ємність. Кількість баночок складається від 6 до 12 штук, хоча можна побачити і нестандартні йогуртниці, які мають одну велику чашу під йогурт. Йогуртниці не володіють високою потужністю. Ця потужність не перевищує 14 Вт, і цього цілком вистачає для її ідеального функціонування. Час для приготування певного продукту, залежатиме від продуктів, що використовуються, і бажаної консистенції. Зазвичай він становить від 4 до 10 годин. Коли йогурт буде готовий, подасться звуковий сигнал або увімкнеться спеціальна індикація пристрою.
Йогуртниця може за один раз приготувати максимум один літр йогурту.
Деякі виробники йогуртниць: Moulinex, Tefal.